# Austin 7
Austin 7 war der Name zweier Kleinwagenmodelle der britischen Austin Motor Company, die von 1909 bis 1911 und von 1922 bis 1939 hergestellt wurden. Das in den 1920er- und 1930er-Jahren gefertigte Modell war einer der populärsten Personenkraftwagen seiner Zeit und wurde „britisches Modell T“ genannt.

## Typen

### Austin 7 (1909–1911)
Der erste Austin 7 (hp) war ein winziger, zweisitziger Tourenwagen mit vorne eingebautem Einzylindermotor mit 1097 cm³ Hubraum (9 PS / 6,6 kW) und Holzspeichenrädern. Er wurde von der Swift Motor Company in Coventry gebaut, war Austins kleinstes Modell und ergänzte die seit 1906 gebaute Palette der Vierzylindermodelle.
Bereits 1912 war er wieder aus dem Programm gefallen und Austin baute künftig nur noch Autos mit 4- oder 6-Zylinder-Motoren.

### Austin 7 (1922–1932)
Sir Herbert Austin führte die Produktion des Austin 12 ein, als sich nach dem Ersten Weltkrieg herausstellte, dass die Firmenpolitik, sich auf ein einziges Modell zu beschränken, zu Problemen führte. In Zusammenarbeit mit dem jungen Designer Stanley Edge entwarf Austin einen winzigen Wagen, der die Sidecar-Motorräder und Dreiräder ersetzen sollte. In Anlehnung an den Peugeot Quadrilette stellte er 1922 einen kleinen, viersitzigen, Vierzylinder mit 696 cm³ Hubraum vor. Der Hubraum wurde 1923 auf 747 cm³ erweitert. Ab 1927 wurden auch besondere Karosserievarianten angeboten, die u. a. von der 1923 gegründeten Swallow Sidecar Co. (aus der Jaguar Cars hervorging) geliefert wurden. Sportausführungen folgten unter Bezeichnungen wie Ulster und Nippy. Der Karosseriehersteller Compton Sons & Terry baute eine sportliche, als Arrow bezeichnete Coupé-Karosserie, deren Fertigung 1931 von A.P. Compton & Co. fortgesetzt wurde.

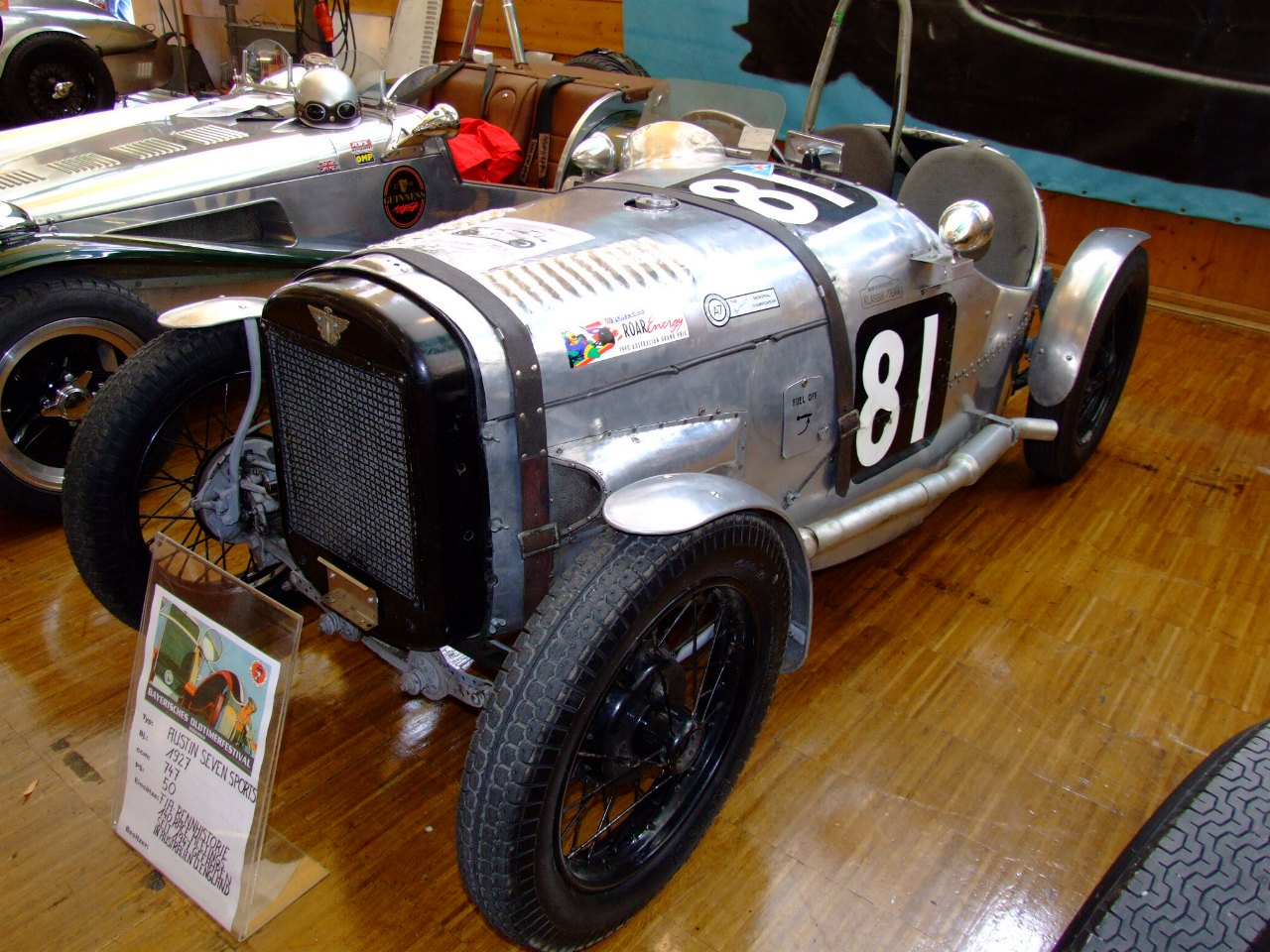
Austin 7 Sports (1927)

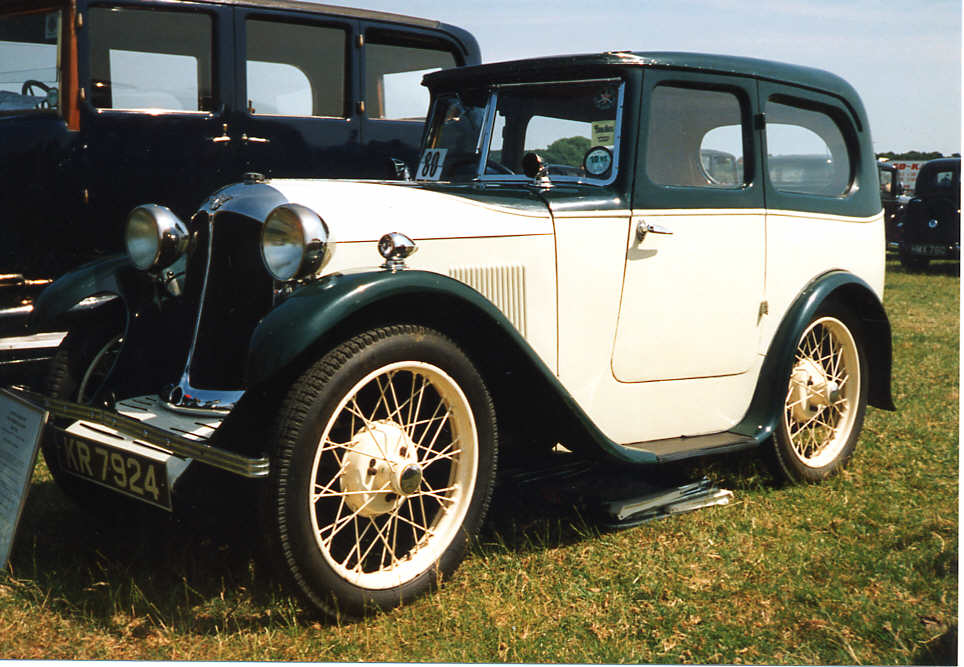
Austin 7 Swallow Saloon (1931)

### Austin 7 (1933–1939)
Ab 1934 wurden Radstand und Fahrzeuglänge um 3″ (76 mm) vergrößert und der 747 cm³-Motor leistete nun 12 bhp (8,8 kW).
1939 wurde der 7 kriegsbedingt nach 290.000 Exemplaren eingestellt. Ein Nachfolger erschien erst 1951 wieder mit dem Austin A30.

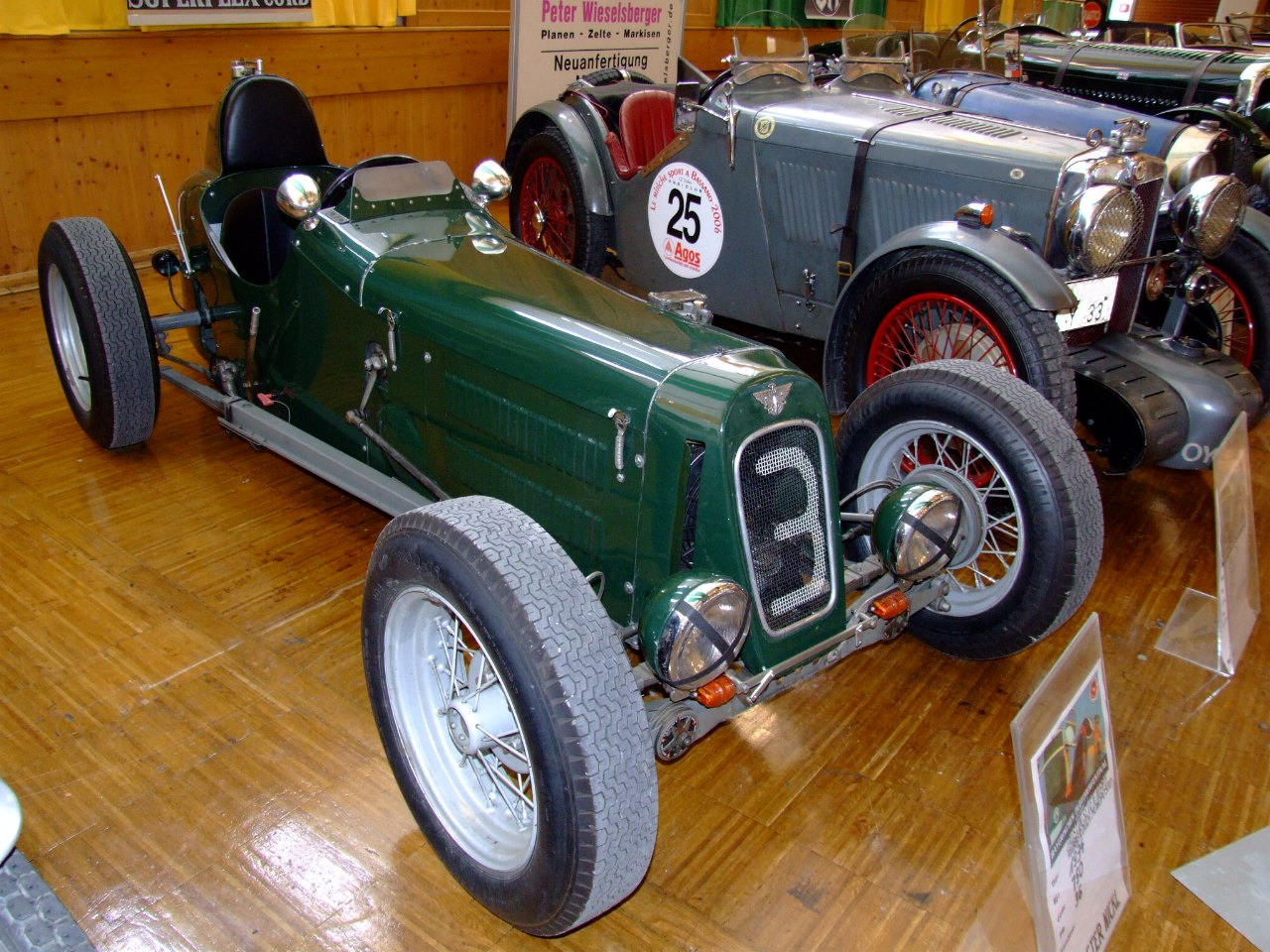
Austin 7 Nippy Rennwagen (1934)

## Lizenzmodelle und Abarten

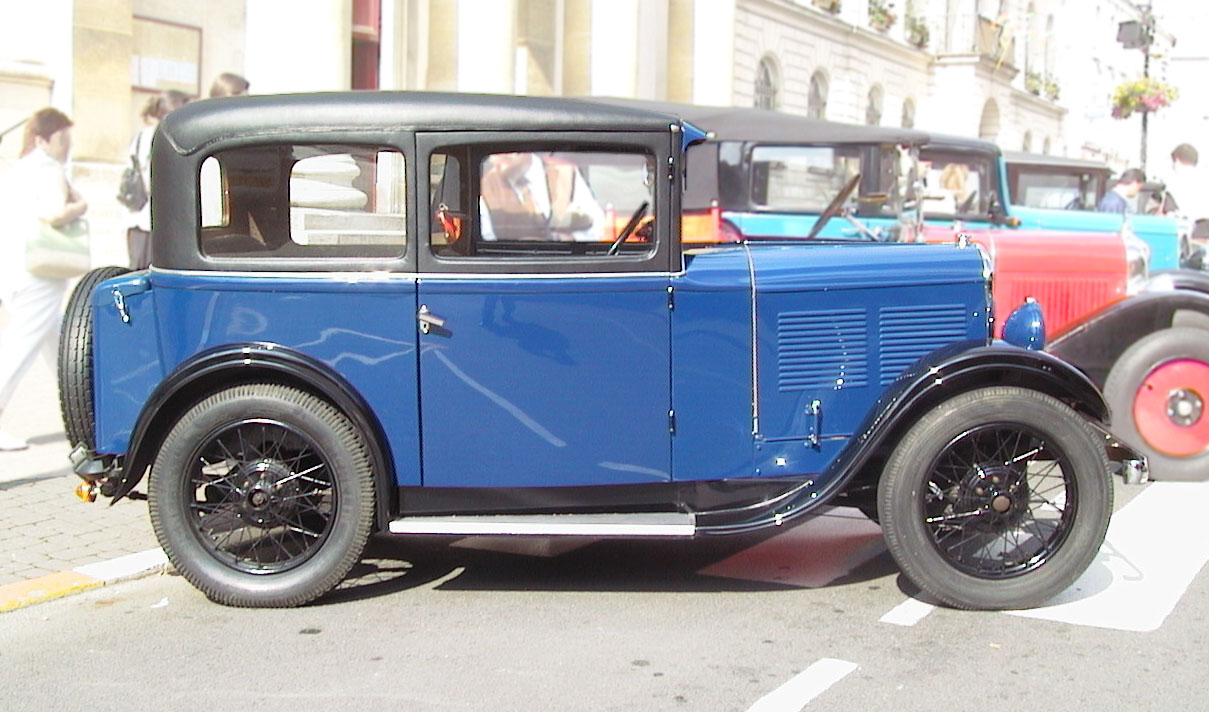
Französisches Lizenzmodell: Rosengart LR2 (1929)

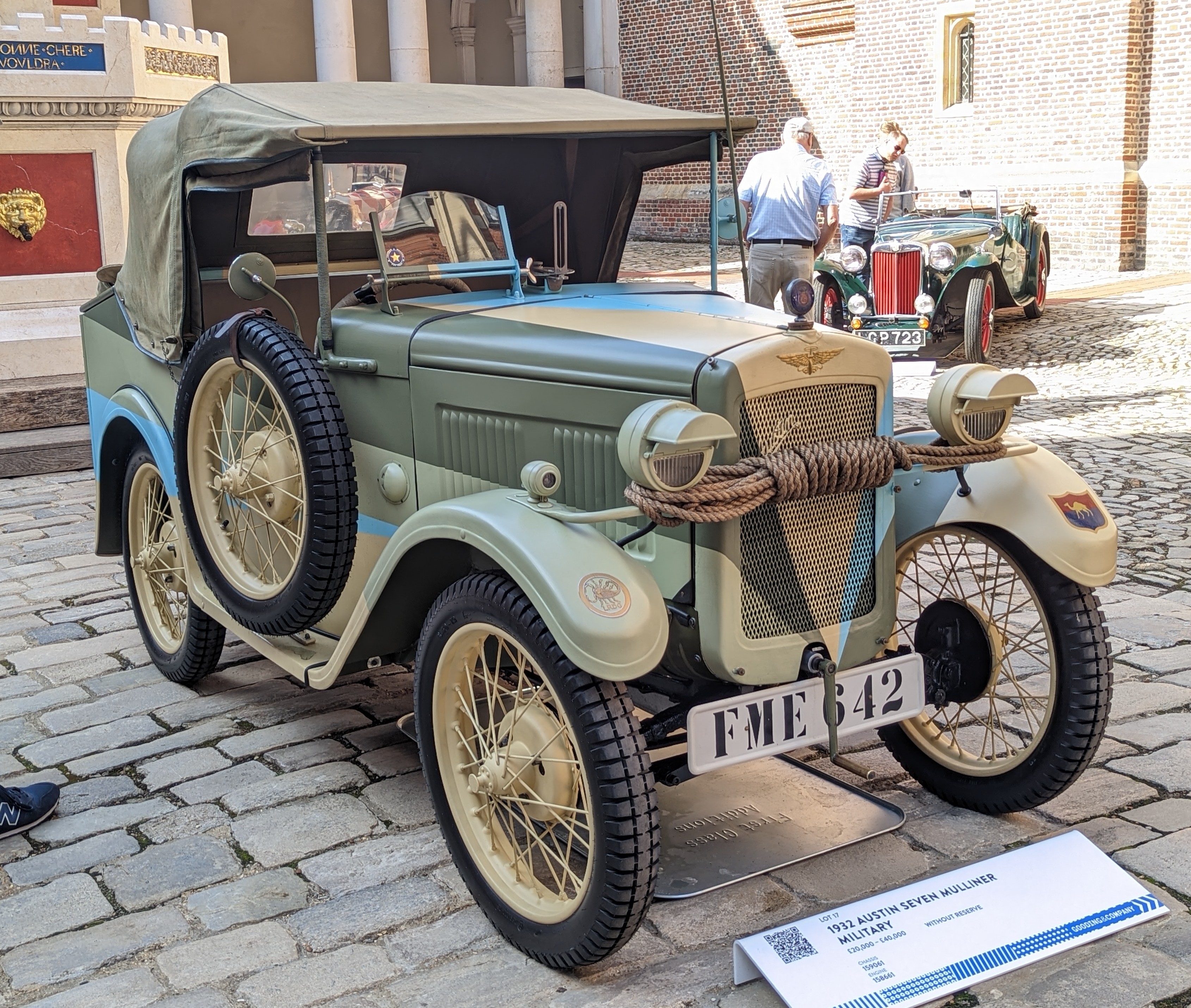
1932 Austin Seven Mulliner Military in Lizenz als BMW-Dixi von der Reichswehr genutzt.

Lizenzversionen des Modells wurden von Herstellern in anderen Ländern gebaut. In Deutschland erschien ein Modell der Firma Dixi, die später von BMW übernommen wurde; in Frankreich nahm Rosengart die Produktion des Modells auf. In Japan nahm sich Nissan den Austin 7 als Vorbild für die ersten eigenen Modelle, ohne eine Lizenz zu erwerben. Auch die in Berlin-Adlershof ansässige Firma Willys-Overland Crossley baute den Austin 7 als Lizenzmodell. Wegen der hohen Einfuhrzölle wurden Einzelteile angeliefert und zusammengebaut; die Modelle besaßen Linkssteuerung.
In den 1950er Jahren benutzte die Firma Lotus die Technik des Austin 7 als Ausgangsbasis zur Entwicklung des Lotus Seven. Der Motor des Austin 7 wurde auch von der Marke Reliant für ihre Dreiradfahrzeuge eingesetzt. Als Austin die Produktion aufgab, fertigte Reliant eine Kopie des Aggregats und verwendete es in seinen Modellen bis 1963.
Auf der Basis des Austin 7 baute Pippbrook Garages Ltd. in den späten 1940er-Jahren den Humming Bird.

## Karosserieformen

### Tourer
| Type | Name        | Beschreibung                   | Von  | Bis  |
| ---- | ----------- | ------------------------------ | ---- | ---- |
| XL   |             | Prototyp                       | 1922 |      |
| AB   |             | Aluminiumkarosserie, 4 Sitze   | 1922 | 1924 |
| AC   |             |                                | 1924 | 1926 |
| AD   |             | 4 Sitze                        | 1926 | 1929 |
| AE   |             | 4 Sitze. 5,1 cm breiter als AD | 1929 | 1929 |
|      |             | 2 Sitze                        | 1929 | 1930 |
| AF   |             | Stahlkarosserie, 4 Sitze       | 1930 | 1932 |
| AH   |             | Presstahl-Karosserie. 4 Sitze  | 1932 |      |
| AAK  | Tourenwagen | verkleideter Kühler            |      | 1934 |
| AH   |             | Presstahl-Karosserie. 4 Sitze  | 1932 |      |
| PD   |             | Zweisitzer                     | 1934 |      |
| APD  | Opal        | Zweisitzer                     | 1934 | 1936 |
| AAL  | Tourenwagen | Abgedecktes Ersatzrad          | 1935 |      |
| AH   |             | Presstahl-Karosserie. 4 Sitze  | 1932 |      |
| APE  | New Opal    | Zweisitzer                     | 1936 |      |

### Limousinen
| Type | Name       | Beschreibung                    | Von  | Bis  |
| ---- | ---------- | ------------------------------- | ---- | ---- |
| R    |            | Aluminium oder Segeltuch Saloon | 1926 | 1927 |
| RK   |            | Aluminium oder Segeltuch Saloon | 1927 |      |
| RL   |            | Stahl Saloon                    | 1930 |      |
| RG   |            | Segeltuch Saloon                | 1930 |      |
| RN   |            | Langer Radstand, Stahl Saloon   |      |      |
| RP   |            |                                 | 1932 |      |
| ARQ  | Ruby       | Saloon                          | 1934 |      |
| ARR  | „New“ Ruby | Saloon                          | 1936 |      |

### Cabriolet
| Type | Name        | Beschreibung                | Von  | Bis |
| ---- | ----------- | --------------------------- | ---- | --- |
| AC   | Pearl       | Cabriolet von ARQ Ruby.     | 1934 |     |
| ACA  | „New“ Pearl | Cabriolet von ARR New Ruby. | 1936 |     |

### Sportwagen
| Type           | Name    | Beschreibung                                   | Von  | Bis  |
| -------------- | ------- | ---------------------------------------------- | ---- | ---- |
| 50 mph         |         | Aluminiumkarosserie. Langes Heck               |      | 1926 |
| E Super Sports |         | Aluminiumkarosserie. Keine Türen               | 1927 | 1928 |
| EA Sports      | Ulster  | Aluminiumkarosserie. Keine Türen, spitzes Heck | 1931 |      |
| EB 65          | Type 65 | Aluminiumkarosserie. Keine Türen. Rundes Heck  | 1933 | 1934 |
| AEB            | Nippy   | Stahlkarosserie. Türen. Rundes Heck            | 1934 | 1937 |
| EK 75          | Speedy  | Aluminiumkarosserie. Spitzes Heck              |      |      |
| AEK            | Speedy  | Andere Bezeichnung des EK 75                   |      | 1935 |

### Coupés
| Type   | Name | Beschreibung           | Von  | Bis  |
| ------ | ---- | ---------------------- | ---- | ---- |
| Type B |      | Oberer Teil Segeltuch. | 1928 | 1931 |

### Kombis
| Type          | Name | Beschreibung           | Von  | Bis  |
| ------------- | ---- | ---------------------- | ---- | ---- |
| AB, AC and AD |      | Umgebauter Tourenwagen | 1923 | 1927 |
| AE            |      |                        | 1929 | 1930 |
| RK            |      | Umgebauter RK Saloon   |      |      |
| RM            |      | Umgebauter RL Saloon   |      |      |
| RN            |      | Umgebauter RN Saloon   |      |      |
| RP            |      | Umgebauter RP Saloon   | 1933 |      |
| AVH           |      |                        |      |      |
| AVJ and AVK   |      | Umgebauter Ruby        |      | 1939 |

### Stückzahlen
Folgende jährlich gebauten Stückzahlen des Austin 7 sind überliefert:
| Baujahr | 1923 | 1924 | 1925 | 1926   | 1927   | 1928   | 1929   | 1930   | 1931   | 1932   | 1933   | 1934   | 1935   | 1936   | 1937   | 1938 | 1939 | Summe   |
| ------- | ---- | ---- | ---- | ------ | ------ | ------ | ------ | ------ | ------ | ------ | ------ | ------ | ------ | ------ | ------ | ---- | ---- | ------- |
| Anzahl  | 1936 | 4700 | 7043 | 14.000 | 22.500 | 22.709 | 26.447 | 23.826 | 21.282 | 20.121 | 20.475 | 22.542 | 27.280 | 23.500 | 23.000 | 8500 | 1000 | 290.806 |

Danach begann die eigentliche Serienproduktion des Austin 7 erst 1923, im Jahr 1922 entstand offenbar nur ein Prototyp.